# 17518 Redqueen
17518 Redqueen è un asteroide della fascia principale. Scoperto nel 1992, presenta un'orbita caratterizzata da un semiasse maggiore pari a 2,6288687 UA e da un'eccentricità di 0,0752413, inclinata di 16,43069° rispetto all'eclittica.